# Piri-piri
El piri-piri (también llamado peri-peri o pili-pili) es una variedad de chile (también llamado ají o guindilla) Capsicum frutescens que fue originalmente producido por exploradores portugueses a partir del pimiento malagueta y luego se extendió a otros territorios portugueses.

## Etimología
Pilipili en suajili significa «pimienta». Otras romanizaciones incluyen pili pili en la República Democrática del Congo y peri peri en Malawi, derivadas de varias pronunciaciones de la palabra en diferentes partes de África de habla bantú. Peri peri es también la grafía utilizada como préstamo en algunos países africanos de lengua portuguesa, especialmente en la comunidad mozambiqueña. La ortografía peri-peri es común en inglés, mientras que en castellano y portugués casi siempre se escribe piri-piri.
Según el Diccionario Oxford, esta proviene del idioma ronga, hablado en el sur de Mozambique (pues fue allí donde se desarrolló la variedad piri piri, a partir de la variedad malagueta), presumiblemente en el sentido africano de la palabra.

## Características

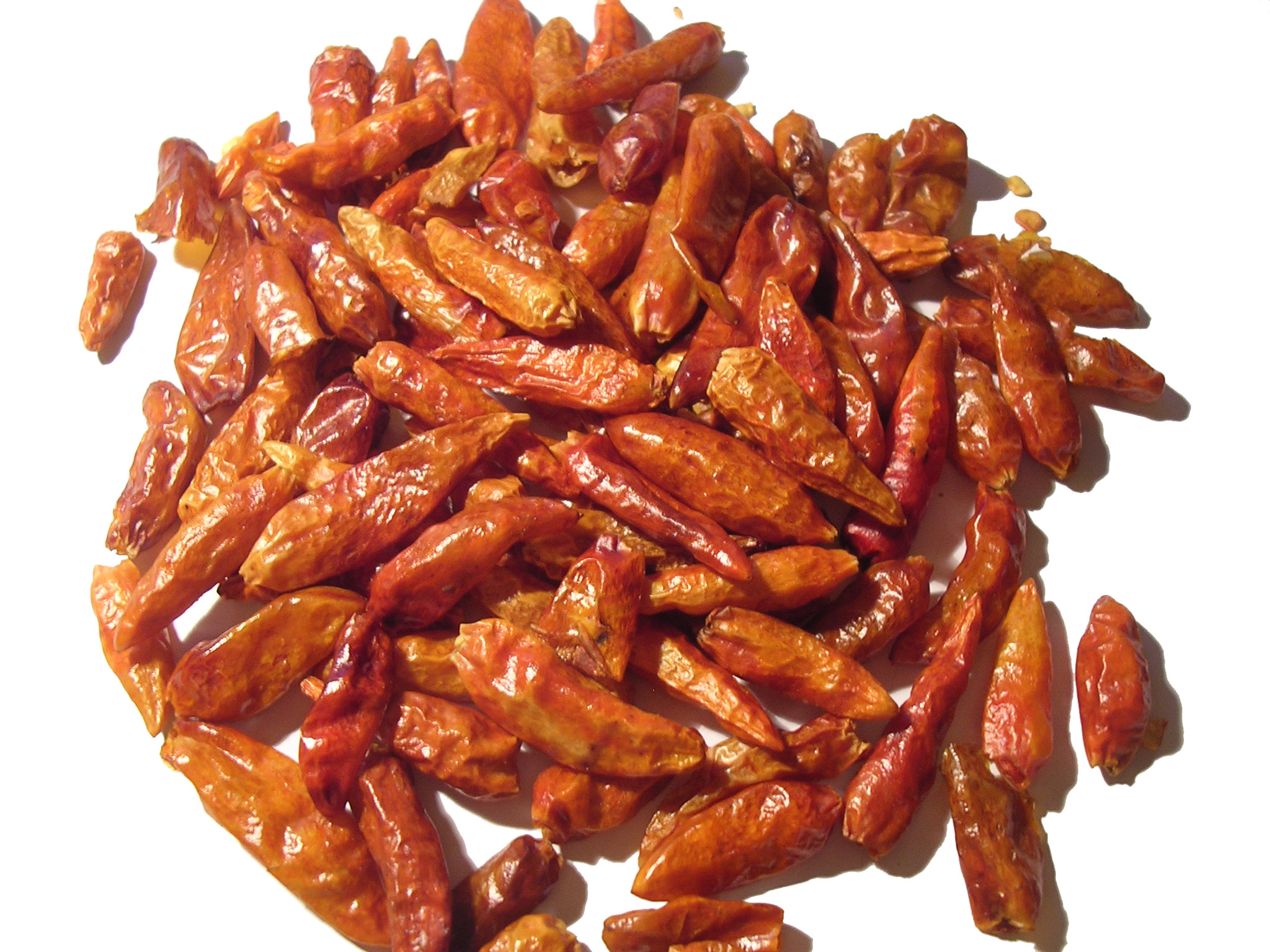
Chiles secos de piri-piri.

Las plantas suelen ser muy arbustivas y crecen en altura hasta 45-120 cm con hojas de 4 a 7 cm de largo y 1,3 a 1,5 cm de ancho. Los frutos son generalmente ahusados hasta un punto roma y miden hasta 2-3 cm de largo. El color de la vaina inmadura es verde, el color maduro es rojo brillante o violeta. Su pungencia varía entre los 100.000 y 200.000 SHU, es decir, muy picante.

## Cultivo
Como todos los chiles del mundo, el piri piri desciende de cepas de origen americano, pero ha crecido en la naturaleza de África durante siglos y ahora se cultiva comercialmente en Zambia, Uganda, Malawi, Zimbabue y Ruanda. Crece principalmente en Malawi, Zambia, Sudáfrica, Ghana, Nigeria, Zimbabue, Mozambique y Portugal. Se cultiva tanto para el procesamiento comercial de alimentos como para la industria farmacéutica. El cultivo de piri piri requiere mucha mano de obra.

## Salsa piri-piri

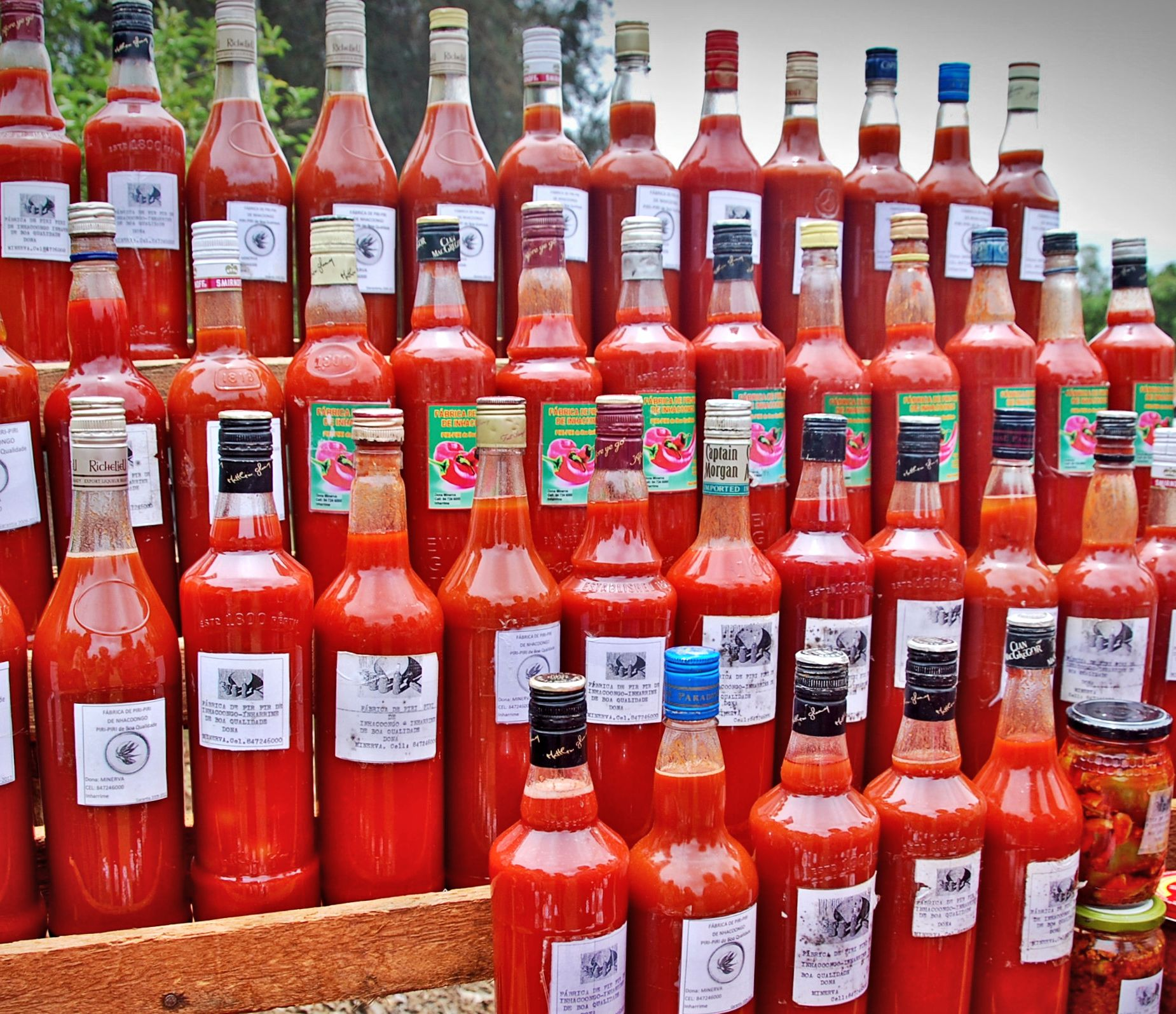
Salsa piri-piri en Mozambique.

La salsa hecha a base de chiles piri-piri (utilizada como condimento o adobo) es de origen afroportugués y es «especialmente frecuente en Angola, Namibia, Mozambique y Sudáfrica».
Las recetas varían de una región a otra y según su uso (si es para cocinar o para mojar), pero los ingredientes clave son el chile y el ajo, con una base de aceitosa o ácida.
Otros ingredientes comunes son la sal, las bebidas espirituosas (a saber, el whisky), la piel de cítrico, cebollas, pimienta, hojas de laurel, pimentón (paprika), pimiento morrón, albahaca, orégano y/o estragón.

## Véase también

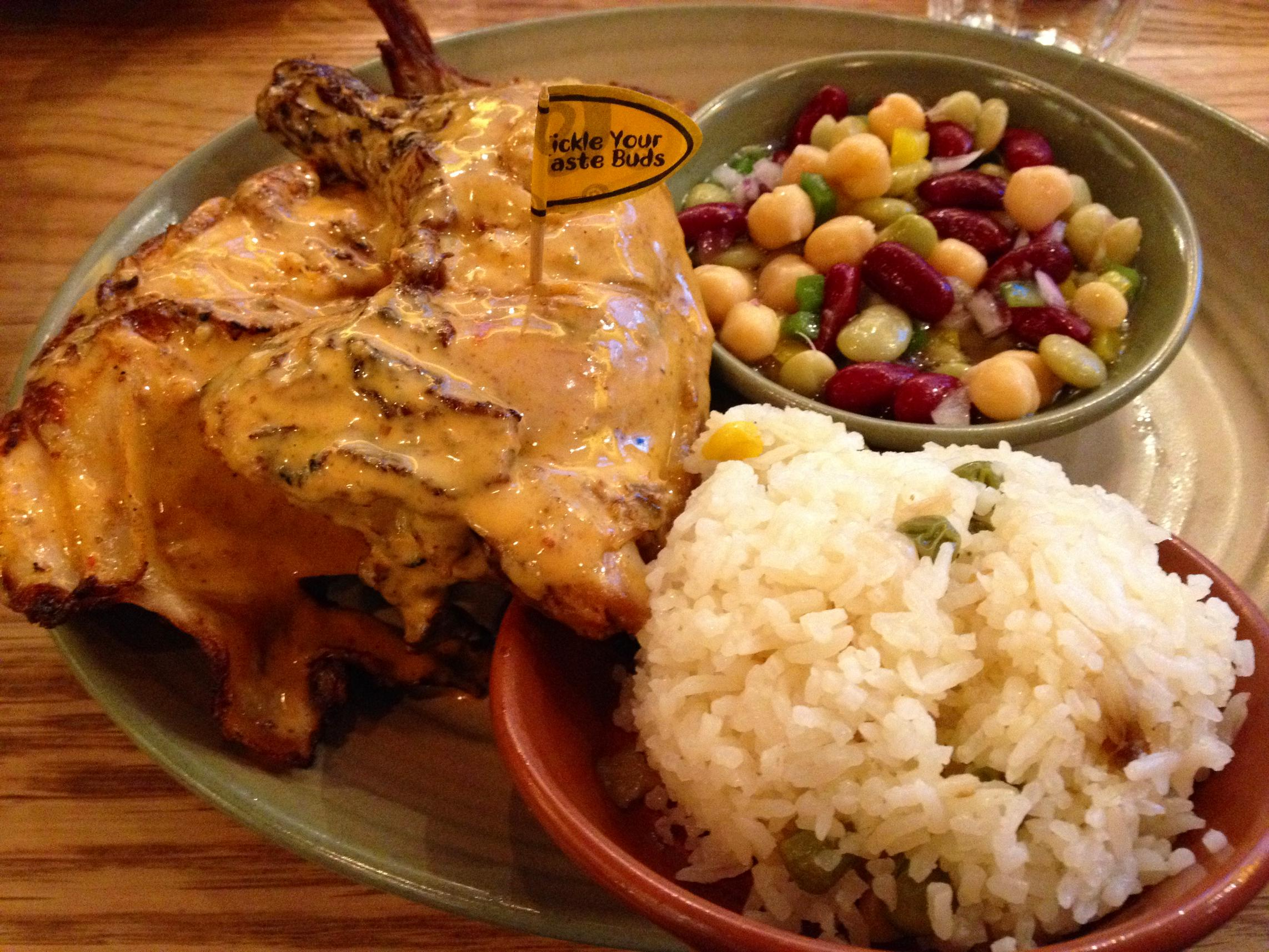
Icónico pollo al piri-piri de la cadena Nando's.